# Alamüdün
Der Alamüdün (kirgisisch Аламүдүн; russisch Аламеди́н/Alamedin) ist ein linker Nebenfluss des Tschüi im Norden von Kirgisistan.
Er hat eine Länge von 78 km und entwässert ein Areal von 317 km². Der mittlere Abfluss beträgt 6,33 m³/s.
Der Alamüdün entspringt am Nordhang des Hauptkamms des Kirgisischen Gebirges. Er wird von den Gletschern gespeist. Der Fluss durchfließt ein enges Gebirgstal in nördlicher Richtung. Im westlichen Nachbartal fließt die Ala-Artscha. Der Alamüdün verlässt schließlich das Bergland und erreicht die Steppe. Ein Großteil des Flusswassers wird zu Bewässerungszwecken abgeleitet. Der Fluss verläuft durch den östlichen Teil der kirgisischen Hauptstadt Bischkek und erreicht schließlich das linke Ufer des Tschüi.